# 데톨

클로록시레놀의 화학 구조

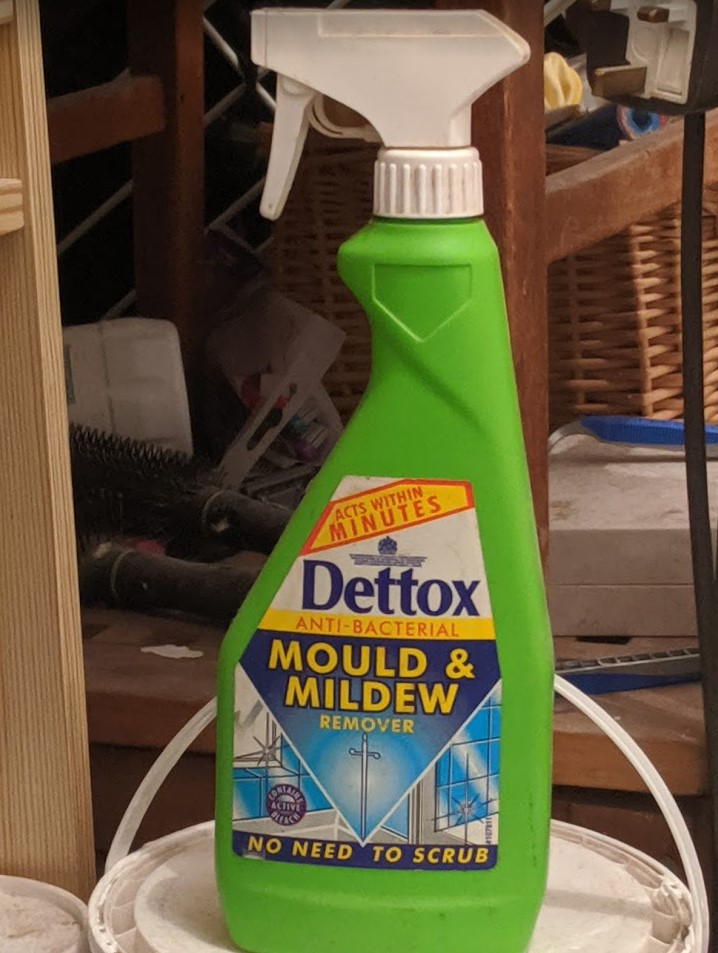

데톨(Dettol, 파라클로로메타자일레놀;PCMX)은 레킷벤키저에서 판매하는 항균성 비누이다. 액체 형태로도 제조되고 있다.
데톨의 살균능력을 부여하는 물질은 방향성 화합물인 클로록시레놀(Chloroxylenol)이다. 클로록시레놀은 데톨 전체 함량의 약 4.8%를 차지하고 있으며, 그 외에 대부분은 송탄유(Pine Oil), 아이소프로판올, 피마자유 그리고 물로 이루어져 있다. 구성 성분 중 여러가지가 물에 녹지 않으므로, 희석해서 사용할 때 하얀 기름 방울을 볼 수 있다. 또 트리클로로페놀이나 폭발물로 잘 알려진 트리니트로톨루엔(TNT)와 유사한 석탄산 냄새가 난다.
다른 살균성 물질들보다 독성이 낮고, 부식성도 적으며 저렴한데다가 그람 양성균, 그람 음성균, 진균, 효모 등 일상생활에서 접할 수 있는 대부분의 미생물에게 효과가 있다.
독성이 비교적 낮은 것으로 알려지고 있으나 다른 가정용 세제들과 같이 독성을 배제할 수 없으며, 먹어서는 안 된다. 영국에서는 데톨에 과다노출된 42세 남자가 사망한 예도 있다.
오스트레일리아 퀸즐랜드주에서는 데톨을 Cane Toad(외래종 독성 두꺼비) 퇴치에 사용하고 있다. 희석액을 뿌리거나 희석액에 담그면 두꺼비의 피부로 흡수되어 급성 독성 쇼크를 일으켜 치사에 이르게 된다.